# Casa Baumann

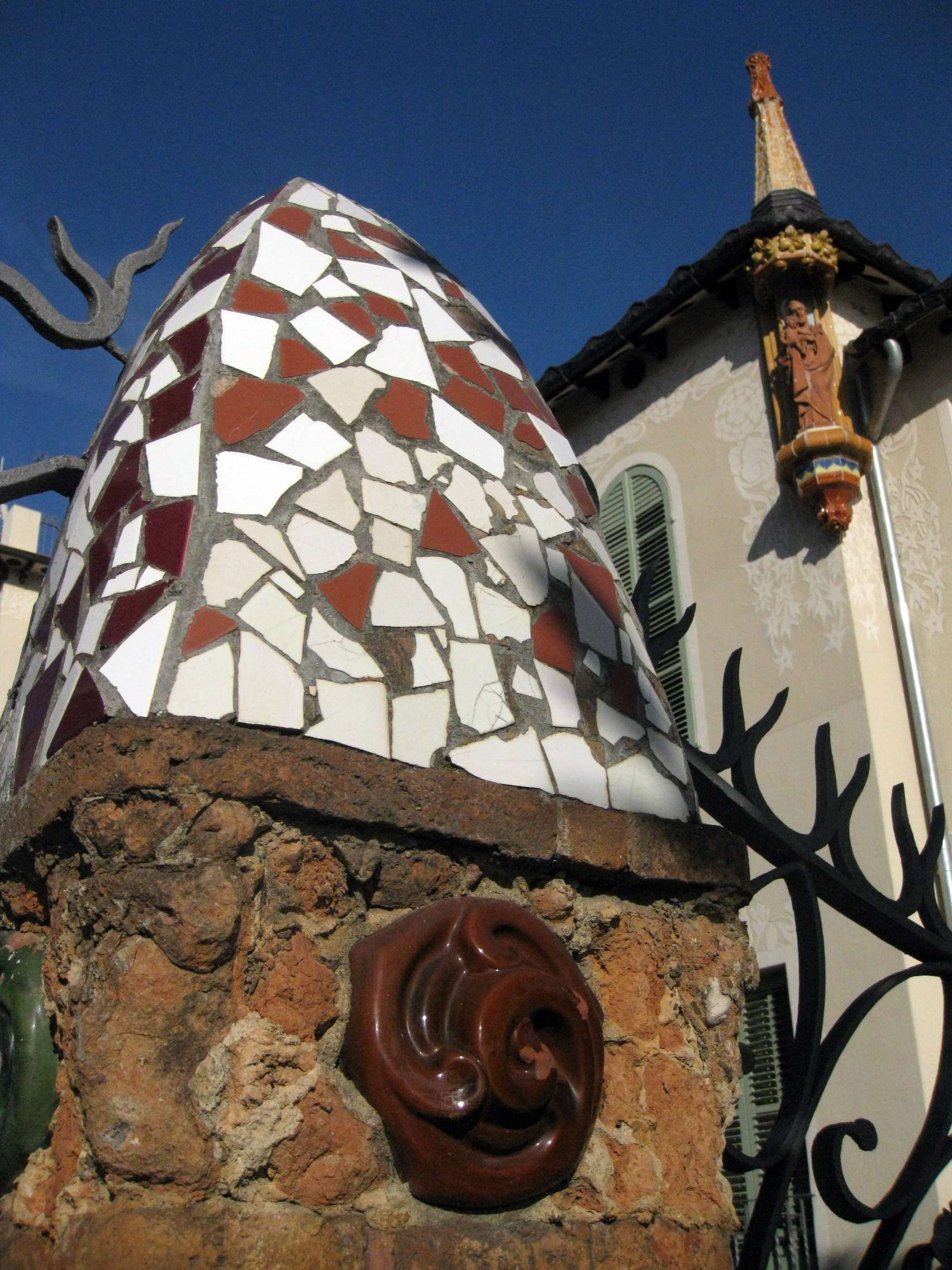
Decoración de trencadís de la valla del jardín; arriba a la derecha, Sant Josep de terracota con pináculo de trencadís.

La Casa Baumann, también conocida como Casa Coll y Bacardí, es un edificio modernista de Tarrasa, en la provincia de Barcelona, España. Está situado concretamente en la avenida de Jacquard, dentro del barrio de Vallparadís, y está declarado Bien Cultural de Interés Local.

## Descripción
Es una vivienda unifamiliar aislada y de notables dimensiones, situado sobre el parque de Vallparadís y rodeado de jardines. Este altura y forma y dan como resultado un juego de volúmenes original.
Las fachadas son enlucidas y esgrafiadas, con influencia de la Secesión de Viena, muy planas y con una sucesión de aperturas verticales estrechas que van creando un ritmo lineal entre los vacíos y el muro. Presenta tejados inclinados de tejas vidriadas, excepto en el cuerpo más alto, que toma la forma de torre cuadrangular rematada por una terraza. Hay que destacar las tejas de cerámica de color negro y amarillo caramelo, de diseño especial, así como la tortugada. También es interesante la valla del jardín, con unos pilares decorados con trencadís policromado y unidos con barandilla de forja.